# Portugals justitiedepartement
Justitiedepartementet (MJ) i Portugal (Ministério da Justiça) har som uppgift att stödja landets rättsväsen – där domstolsväsendet åtnjuter en oberoende och självständig ställning. Ministeriet leds av justitieministern, som sedan 30 mars 2022 är Catarina Sarmento e Castro. Tjänstemannaledningen består av två statssekreterare.

| Departementet         | Ministern                  | Parti            |
| --------------------- | -------------------------- | ---------------- |
| Justitiedepartementet | Catarina Sarmento e Castro | Socialistpartiet |